# Conus profundorum
Conus profundorum é uma espécie de gastrópode do gênero Conus, pertencente à família Conidae.